# 社会福祉大相撲
社会福祉大相撲（しゃかいふくしおおずもう）は、テレビ朝日とテレビ朝日福祉文化事業団が主催、日本相撲協会の協賛で、毎年10月に両国国技館（落成前は蔵前国技館）で行われていたチャリティー興行。2009年から休止となった。

## 概要
1968年に交通事故防止キャンペーンのスローガンを掲げて始まった。花相撲の中でも著名な興行の一つであった。本興行の純利益は、交通事故防止のための各団体に寄付されるなど様々な社会福祉事業に役立てられていた。
本興行では、相撲甚句、初っ切り、幕内力士と横綱の土俵入り、十両トーナメント、幕内トーナメントなど、他の花相撲でも行われているものの他に、力士によるバラエティショーも行われた。
またその模様は後日、テレビ朝日系列単発枠（『サンデープレゼント』枠もしくは『日曜ワイド』枠）で録画放送されていた。